# Burg Hülshoff

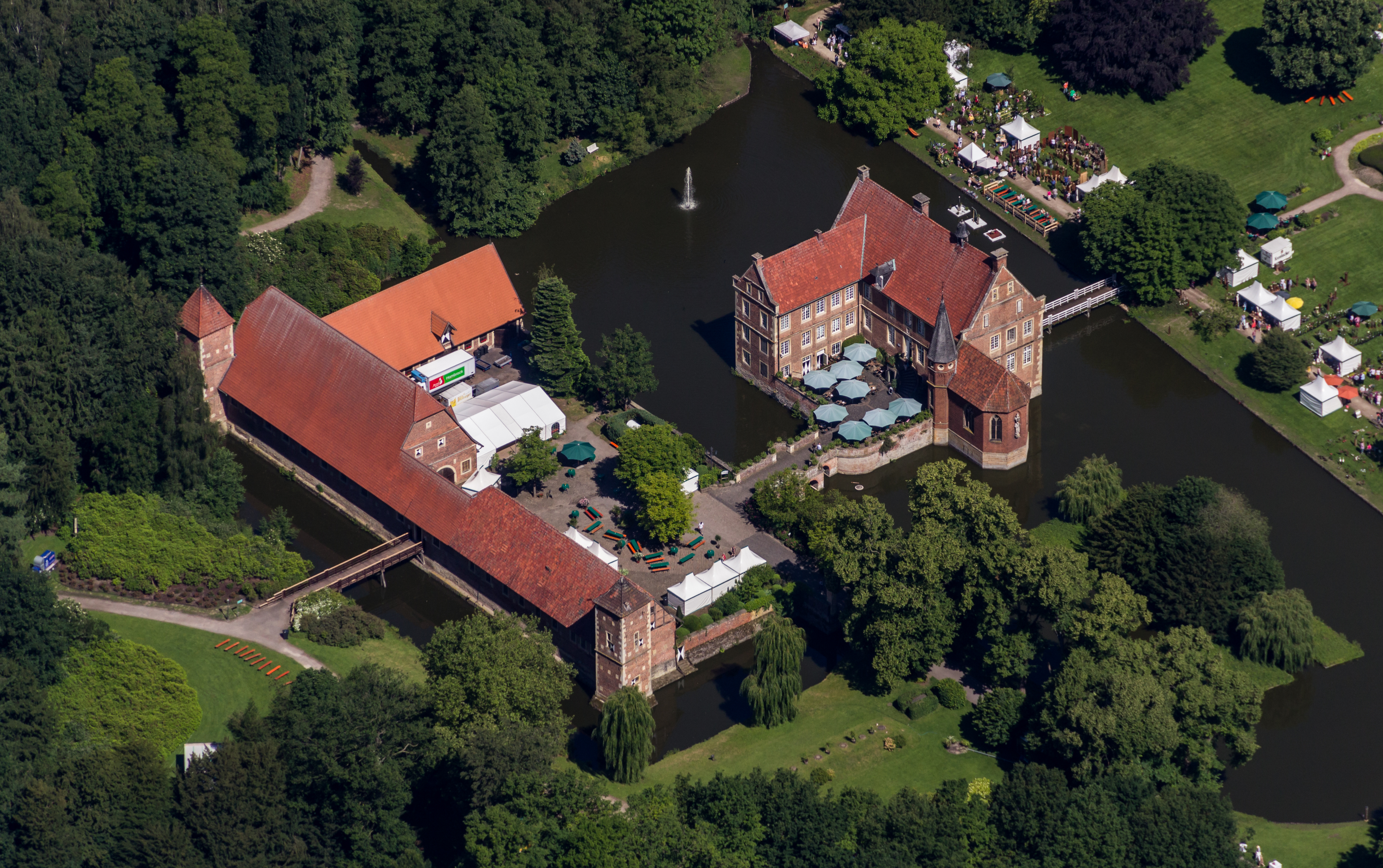
Luftbild (2014)

Burg Hülshoff ist eine typische münsterländische Wasserburg, die bereits im 11. Jahrhundert urkundlich erwähnt wurde. Ihr Name leitet sich sehr wahrscheinlich von der adligen ministerialen Familie Hüls (Hulse) zu Kleve ab, den mutmaßlichen Erbauern eines festen Hauses nahe der späteren Burg, die von den Grafen von Tecklenburg abstammten. Sie liegt zwischen Havixbeck und dem Münsteraner Vorort Roxel und gehört seit 1975 zur Gemeinde Havixbeck. Die Burg war von 1417 bis 2012 im Besitz der Freiherren Droste zu Hülshoff und ist das Geburts- und Elternhaus der Dichterin Annette von Droste-Hülshoff und anderer prominenter Mitglieder der Familie.

## Baubeschreibung
Burg Hülshoff stellt sich bis heute als geschlossene Renaissanceanlage dar, deren hohe Dreistaffelgiebel schmucklos gehalten sind. Auf dem First der Hauptburg befindet sich ein Dachreiter mit einer Sturmglocke, mit der weithin hörbar Alarm geschlagen werden konnte. Die Wasserburg steht auf zwei Inseln, die durch eine Brücke verbunden sind. Im 17. und 18. Jahrhundert wurde die Anlage in Formen des Barock erneuert, umgebaut und erweitert, wobei der Baumberger Sandstein zusammen mit Ziegelmauerwerk zum Einsatz kamen. Der 1628 errichtete Gärtnersturm zeigt seit dem 19. Jahrhundert ein – ursprünglich an anderer Stelle angebrachtes – Reiterrelief, das Heinrich I. von Droste zu Hülshoff (1500–1570) darstellt, der bei der Rückeroberung der Stadt Münster von den Täufern beteiligt war. Über dem Eingang der Hauptburg befindet sich das Doppelwappen Droste zu Hülshoff-Travelmann des Münsteraner Bürgermeisters Bernhard II. von Droste zu Hülshoff, das ursprünglich einen von Heinrich I. gebauten, im 18. Jahrhundert abgerissenen Erker zierte.

## Geschichte

### Besitzergeschichte
Die Anlage wurde erstmals im 11. Jahrhundert als Oberhof „Hoff von Hulshove“ (Hof zum Hülshoff) urkundlich erwähnt. Damals war sie im Eigentum des Adeligen Damenstifts Überwasser in Münster, welches zunächst damit die Herren von Hoerde, vor 1301 die Grafen von Steinfurt und dann die Ritter von Schonebeck belehnte, deren 1282 zerstörte stattliche Burg Schonebeck in Sichtweite des damals wohl nur mit einem festen Haus bebauten Hülshoff gelegen hatte. In diese Familie heiratete der Ritter und Drost im Domkapitel Münster, Everwin I. von Deckenbrock, (1326–1351) durch seine Ehe mit Hadewich von Schonebeck ein. Er war in 6. Generation Besitzer u. a. des Oberhofes Deckenbrock in Everswinkel, lebte jedoch wie andere Erbmänner in Münster. Deren Sohn, Alhard I. von Deckenbrock († 1399), Freigraf von Münster, erwarb 1388 den in der Nachbarschaft von Hülshoff liegenden und später zum Gutsbesitz gehörigen Hof Wittover und benannte sich nach dem in seiner Familie erblichen Drostenamt. Sein Sohn, der Bürgermeister von Münster Johann IV. Droste zu Hülshoff (* vor 1381, † 1446), kaufte dann 1414 eine Parzelle vom Hülshove, heute der nördliche Teil des Schlossparks. 1417 kaufte er von seiner entfernten Verwandten Jutta von Schonebeck auch das Haus Tor Kulen, urkundlich bereits 1347 erwähnt, und den Oberhof Hülshoff.
Die Familie, die sich ab dieser Zeit Droste zu Hülshoff nannte, nutzte die Burg zunächst als Landsitz, vor allem in den Sommermonaten. Erst aufgrund der Erfahrungen mit dem Täuferreich verlegte Heinrich I. von Droste zu Hülshoff (1500–1570) seinen Hauptwohnsitz vom Erbmännerhof am Honekamp (Krummen Timpen) in Münster, der weiterhin als Stadthaus diente, nach Hülshoff. Parallel dazu arrondierte die Familie den Gutsbesitz durch Zukäufe in der Umgebung, verwaltete von dort jedoch auch ihre älteren Besitzungen u. a. bei ihrem ehemaligen Stammsitz Deckenbrock in Everswinkel. Burg Hülshoff blieb fortan als Majorat fast 600 Jahre lang im Besitz der Stammlinie, welche dort von der 8. bis zur 23. Generation lebte. Außerdem lebte und arbeitete zahlreiches Personal auf der Burg, im Jahre 1675 nicht weniger als 105 Personen. Mit Burg Hülshoff eng verbunden war zu dieser Zeit die alte Pfarrkirche St. Pantaleon (Roxel), für deren Ausstattung die Stammherren von Hülshoff stifteten und in der sie getauft und bestattet wurden.
Von der Burg mit ihren Nebengebäuden aus wurde das Rittergut Hülshoff bewirtschaftet, das im 18. Jahrhundert auch Burgmannshöfe in Telgte und Heek, im 19. Jahrhundert auch die ehemaligen Erbmännerbesitzungen Rüschhaus, Haus Vögeding, Haus Brock – insgesamt über 1250 ha – sowie zeitweise zusätzlich die Güter Füchtel und Welpe in Vechta umfasste. Daneben besaß die Familie bis ins 19. Jahrhundert ein bis zwei Stadthöfe in Münster. Auch ein Teil des alten Stammgutes Deckenbrock, das Bernhard II. von Droste zu Hülshoff verkauft hatte, gehörte vom 18. bis 20. Jahrhundert wieder zum Gut Hülshoff.

### Prominente Bewohner

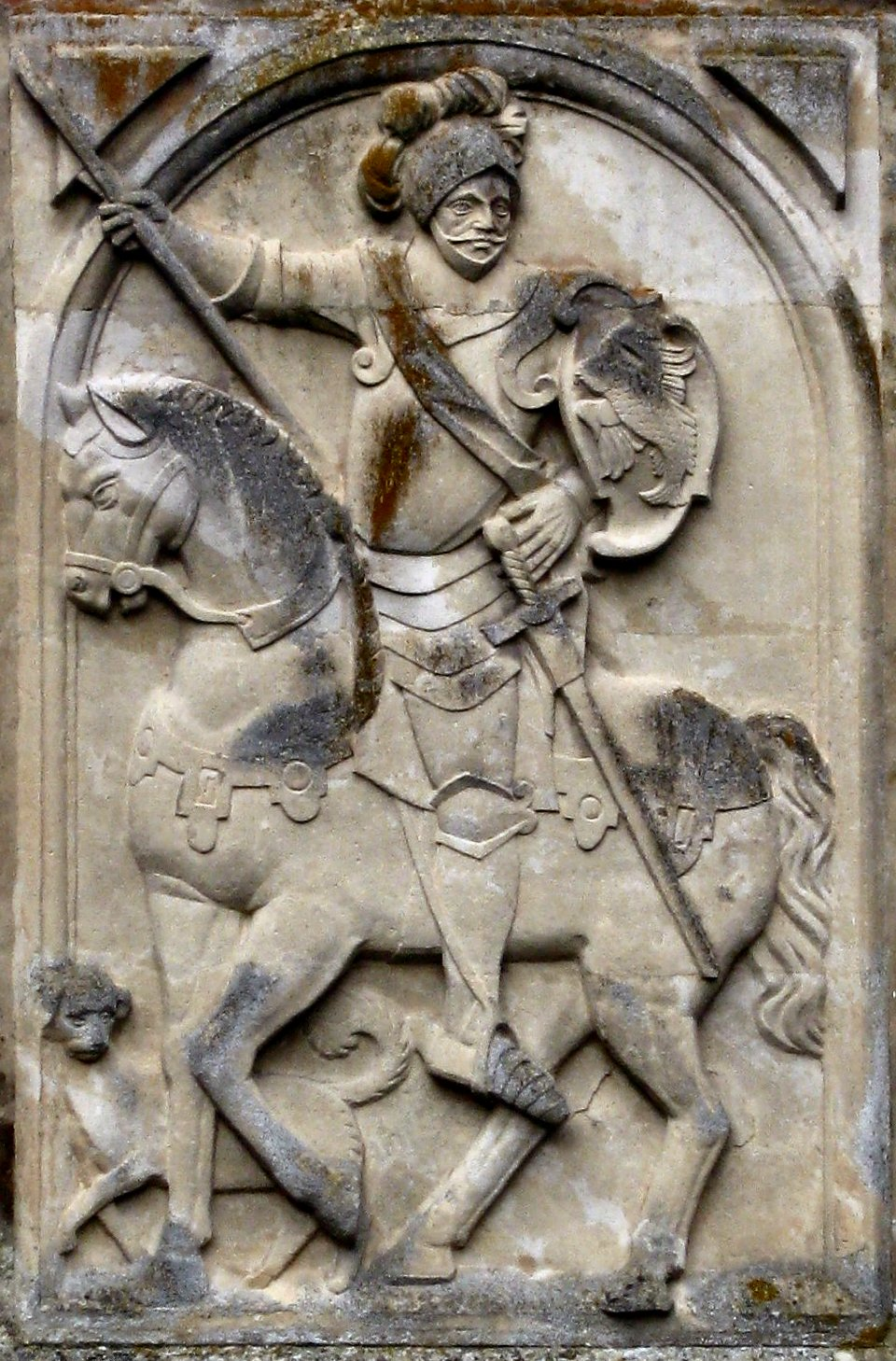
Heinrich I. von Droste zu Hülshoff (1500–1570), Reiterrelief Burg Hülshoff

Die Burg wurde nie erobert, sondern blieb während 600 Jahren Familiensitz. Wegen der Nähe zur Stadt Münster musste die Familie jedoch wiederholt die Einquartierung von Militär in der Burg hinnehmen. Während seiner dritten Belagerung von Münster nahm Fürstbischof Christoph Bernhard von Galen die Burg in Beschlag, während des Siebenjährigen Krieges der französische Oberbefehlshaber Louis de Conflans, marquis d’Armentières. 1789–1798 fand der durch die französische Revolution vertriebene Comte de Buisseret de Blaringhem mit seiner Tochter dort Asyl. Burg Hülshoff wurde Geburtsort der Dichterin Annette von Droste-Hülshoff und zahlreicher anderer Familienmitglieder.
Prominente Eigentümer waren im 15. Jahrhundert Johann IV. Droste zu Hülshoff, Johann V. Droste zu Hülshoff und Johann VI. Droste zu Hülshoff, im 16. Jahrhundert Johann VII. Droste zu Hülshoff und Heinrich I. von Droste zu Hülshoff, im 17. Jahrhundert Bernhard II. von Droste zu Hülshoff, Heinrich II. von Droste-Hülshoff und Bernhard III. von Droste-Hülshoff, im 18. Jahrhundert Heinrich Johann I. Droste zu Hülshoff, Heinrich Wilhelm Droste zu Hülshoff und Clemens August I. von Droste zu Hülshoff. Im 19. Jahrhundert wurde vor allem der Vater der Dichterin Annette von Droste-Hülshoff, Clemens-August II. von Droste zu Hülshoff bekannt, der während des napoleonischen Großherzogtums Berg in der Burg als maire, später souspréfet, amtierte, wobei ihm sein heranwachsender Sohn Werner-Constantin von Droste zu Hülshoff gelegentlich half. Auch dessen Sohn, dem königlich preußischen Landrat Heinrich von Droste zu Hülshoff, diente die Burg als Amtssitz. Dessen Sohn Werner (1872–1945) und seine Enkelin Jutta Freifrau von Droste zu Hülshoff (1926–2015) verkauften die Nebengüter und land- und forstwirtschaftliche Flächen nach und nach. Letztere richtete in der Burg ein Museum über die Dichterin und ein Restaurant im Burgkeller ein und brachte die Burg 2012 in die neugegründete Annette von Droste zu Hülshoff-Stiftung ein.

### Baugeschichte

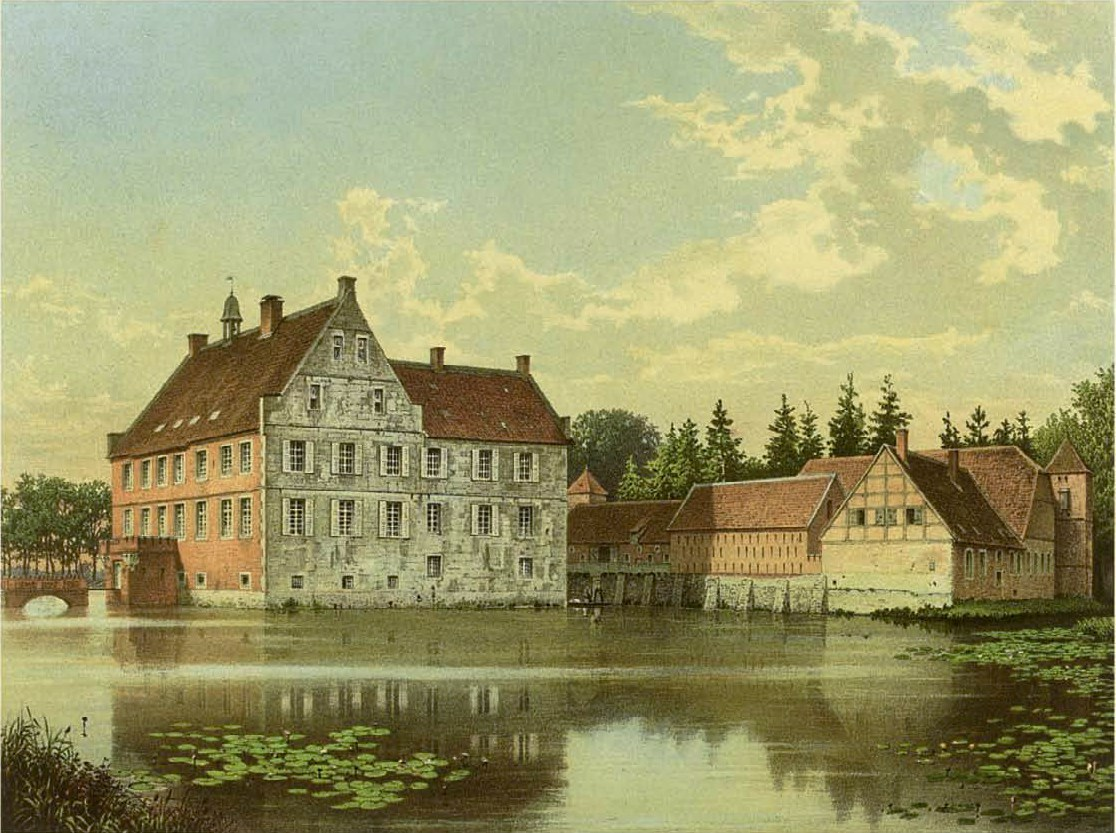
Darstellung von Alexander Duncker

Archäologisch wurde unter den Fundamenten der Vorburg eine Befestigung mittels Wassergraben bereits für das 11. Jahrhundert nachgewiesen. Den Urkunden zufolge stand auf einer Insel im anfangs noch kleineren Hausteich nur ein Haus mit dicken Mauern. Die heutige Vorburg hatte einen Graben im südlichen Bereich, wo sich damals der Zugang befand. Im Erdgeschoss der Burg befand sich wohl schon seit dem Mittelalter ein „ungeheuer großer Rittersaal mit gotischen Fenstern und daneben eine ebenso große Küche mit einem kolossalen Herd. In der Küche standen immer drei lange Tische, von welchen einer der Herrentisch genannt wurde, der zweite Reisigentisch und der dritte Bauleutetisch. Auch die ‚Herrschaft‘ hielt sich abends dort auf. Neben der Küche gab es später ein Kabinett mit einem Erker.“ Bis zu ihrer Zerstörung in der Münsterischen Stiftsfehde (1450–57) stand neben der Burg eine Kapelle, die auch den umliegenden Bauerschaften als Gotteshaus diente. Danach wurde im Burghof eine neue Kapelle erbaut, in welche die Herrschaften aus der Burg durch ein Fenster auf den Altar sehen konnten (sie war wohl im 19. Jahrhundert schon abgebrochen, weil dann die Bibliothek für Gottesdienste genutzt wurde).
Heinrich I. von Droste zu Hülshoff (1500–1570) erweiterte zwischen 1540 und 1545 das Haupthaus durch den westlichen Flügel und befestigte die Burg, wobei er auch den Teich durch einen Kanal vergrößern ließ. Stärker befestigt wurde die Anlage 1580 durch seinen Sohn, den Bürgermeister von Münster Bernhard II. von Droste zu Hülshoff (1542–1624). Er errichtete Umfassungsmauern, einen (später abgebrochenen) dreistöckigen Wachtturm, den (im 19. Jahrhundert abgebrochenen) Alten Hundeturm (seine ursprünglich dort angebrachte Wetterfahne mit dem Wappen Droste-Travelmann ist heute auf dem Neuen Hundeturm zu sehen) sowie einen Renaissance-Erker (im 18. Jahrhundert abgebrochen). Dessen Sohn Heinrich II. von Droste-Hülshoff (1597–1666) musste, durch wiederholte Belagerungen und Plünderungen im Spanisch-Niederländischen Krieg und im Dreißigjährigen Krieg, die Befestigung abermals verstärken. Er schüttete 1628 die jetzige Lindenallee, den heutigen Hauptzugang zur Burg, auf und pflasterte sie. Ein von ihm dort erbautes Torhaus mit Zugbrücke ist im 19. Jahrhundert abgebrochen worden. Auch ließ er den sogenannten Gärtnersturm errichten, auf dem sich eine Wetterfahne mit seinem Doppelwappen Droste-Nehem befindet. Dank der Befestigungen verteidigte man sich in Hülshoff noch im 18. Jahrhundert mit 18 Mann und ebenso vielen stets geladenen Gewehren.
Das Innere des Herrenhauses wurde am Ende des 18. Jahrhunderts durch den Gouverneur von Münster, General Heinrich-Johann von Droste zu Hülshoff (1735–1798), umgebaut, wobei auch die Fenster die heutige Form erhielten. Die Bauarbeiten wurden 1796 durch die Eltern der Dichterin kurz vor deren Geburt mit dem Einziehen neuer Innenwände abgeschlossen. Im 19. Jahrhundert gab es die letzten größeren Veränderungen. 1868 wurde auf Kosten des Ornithologen Ferdinand von Droste zu Hülshoff (1841–1874) der Neue Hundeturm errichtet. Die Burgkapelle im neugotischen Stil wurde nach 1875 durch seinen Bruder, den Landrat von Münster Heinrich von Droste zu Hülshoff (1827–1887), angebaut.

### Geschichte der Parkanlagen

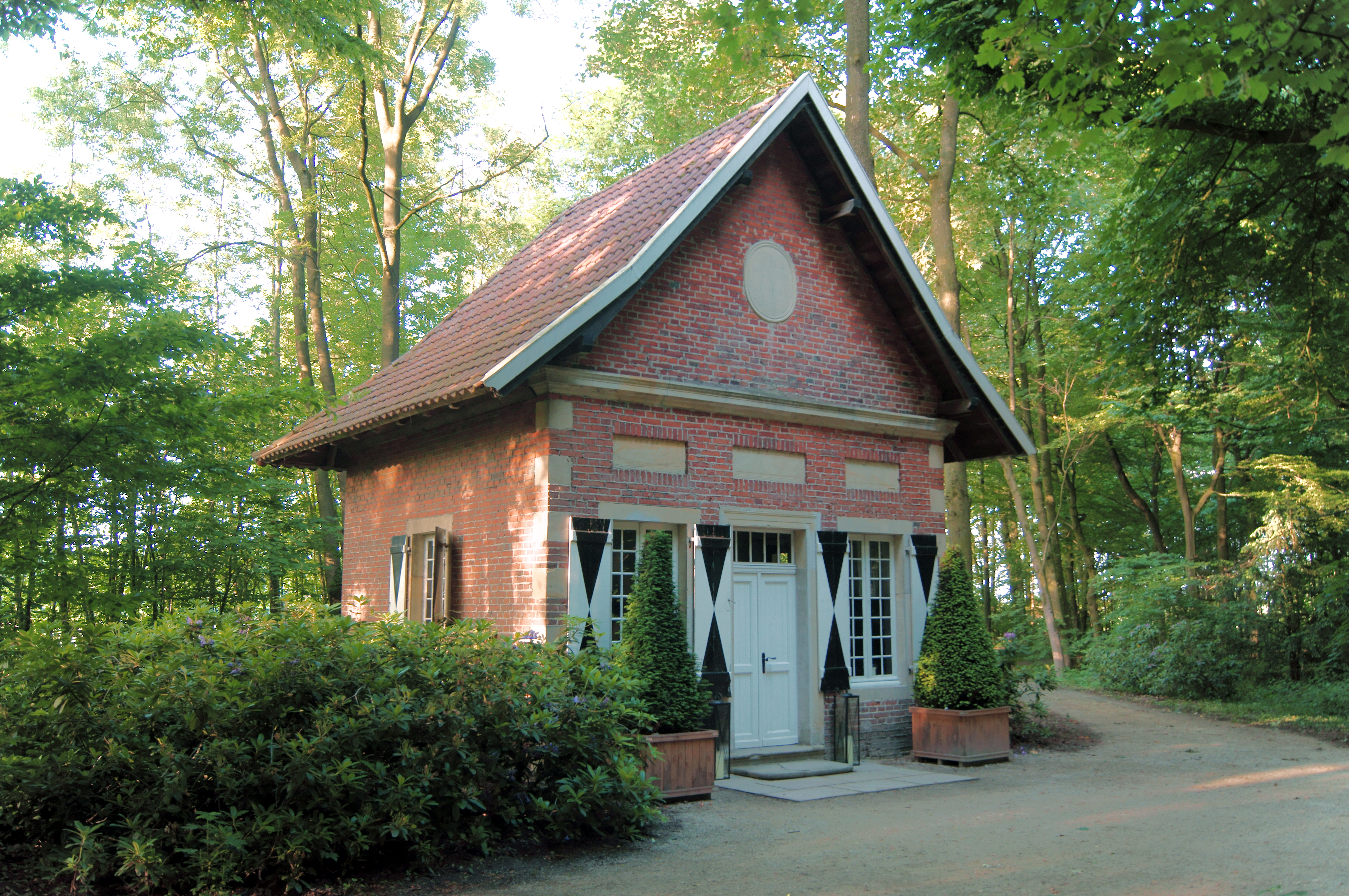
Teehaus im Wald hinter der Gartenanlage

Heinrich Johann I. Droste zu Hülshoff (1677–1739) hatte zu Beginn des 18. Jahrhunderts am nördlichen Teichufer vier Kastanien pflanzen lassen, die immer wieder durch neue ersetzt wurden. Ihm verdankt Hülshoff auch die Eichenallee, die von Nordwesten auf die Lindenallee zuführt. Von seinem zweiten Sohn, dem Osnabrücker Domherrn Ernst Constantin I., wurden der südliche Teil des Sommerbosketts und die Vorgänger der Kastanienallee gepflanzt, die von Norden auf den Hausteich zuführt. Der Pavillon im nördlichen Teil des Sommerbosketts, das sogenannte Teehäuschen, war ein Geschenk seines Bruders, des Dechanten von Coesfeld, Ferdinand Godfried von Droste zu Hülshoff (1741–1818). Deren Neffe Clemens-August II. von Droste zu Hülshoff, Vater der Dichterin Annette von Droste-Hülshoff, ließ das südlich gelegene, sumpfige Gelände trockenlegen. Dazu ließ er die Stichgräben von dem östlichen und westlichen Turm der Vorburg zum Hausteich ausheben. Der fast verlandete Graben zwischen den beiden Türmen wurde vertieft. Auf ihn geht auch die heutige Form des Parks zurück, den er als Landschaftsgarten gestalten ließ.
Erst in den 1970er-Jahren bekam die Vorburg durch Jutta von Droste zu Hülshoff so breite Gräben, dass man von einer Insellage sprechen kann. Sie ließ den Park umzäunen und legte einen Rosengarten sowie eine Liegewiese an.

### Heutige Nutzung

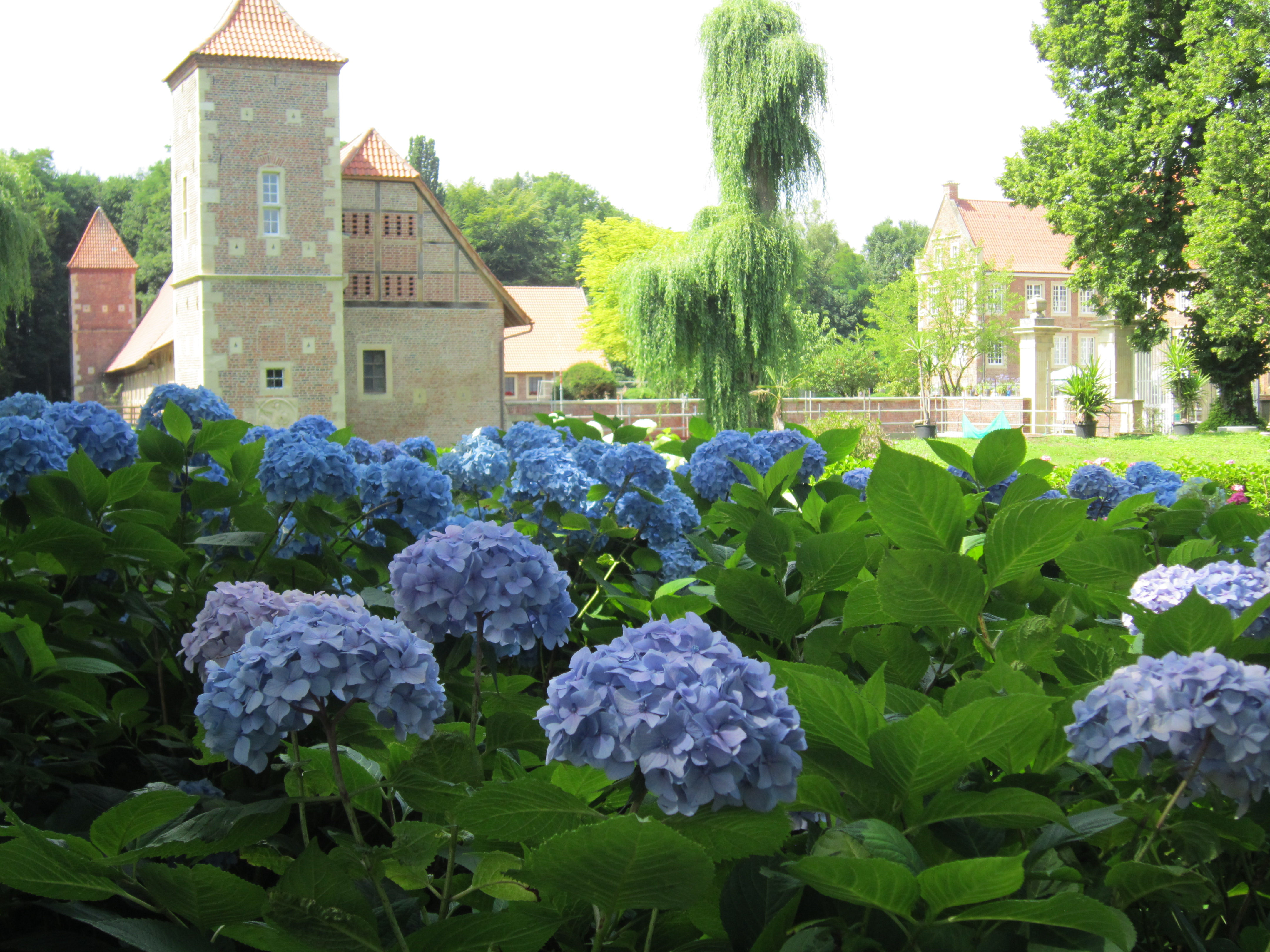
Hortensienblüte im Burgpark

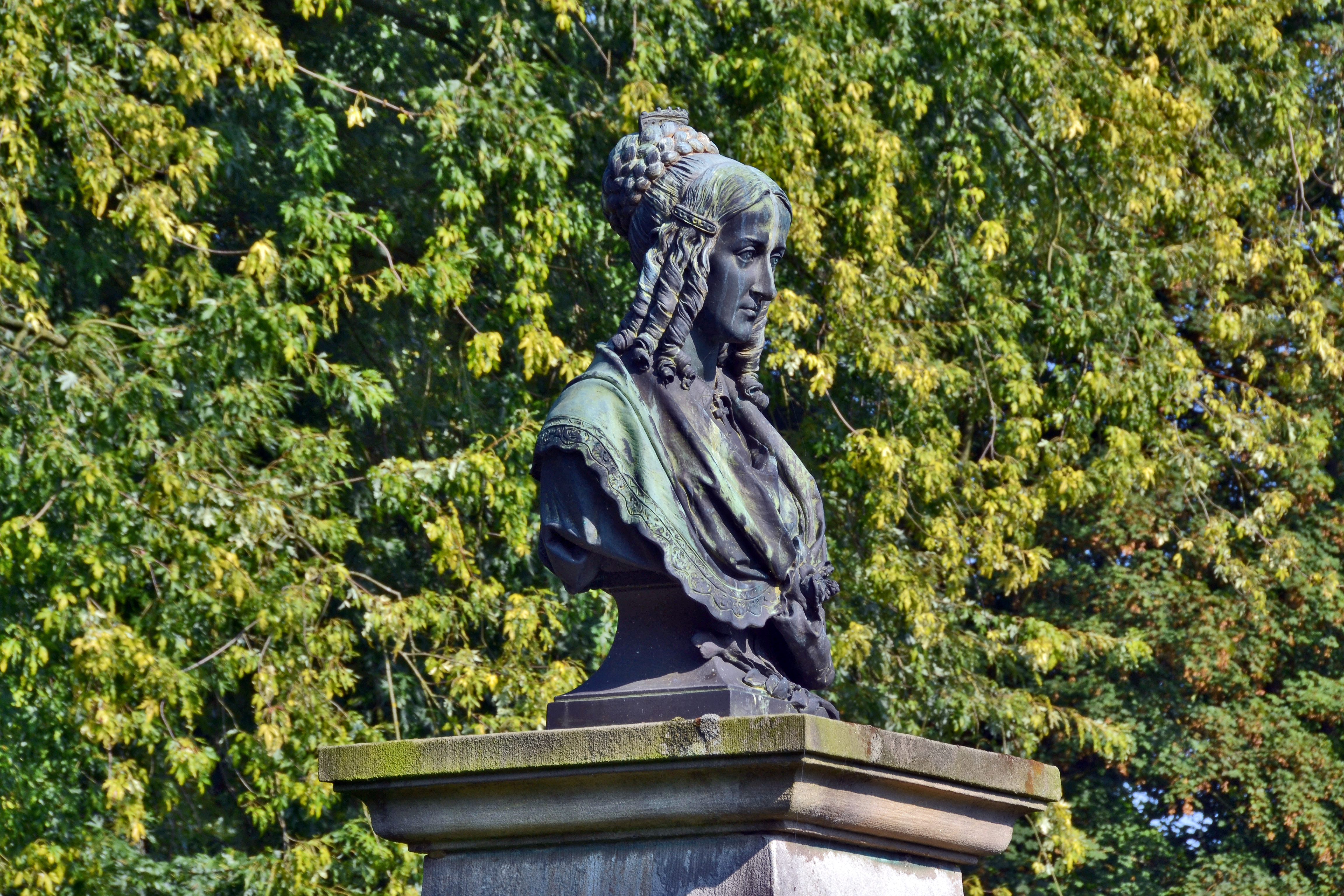
Büste Annette von Droste-Hülshoffs im Burggarten

Burg Hülshoff und das Droste-Museum sind gegen Eintrittsgeld zu besichtigen. Der Besuch des Parks ist frei. Es gibt Führungen durch die Innenräume, die v. a. an die Dichterin Annette von Droste-Hülshoff erinnern. Der Burgkeller und im Sommer der Hof werden durch das Burgrestaurant bewirtschaftet. Burg Hülshoff ist zudem für ihre große und gepflegte Parkanlage bekannt. Neben einer Vielzahl von Rhododendronbüschen, die im Mai erblühen, locken insbesondere im Sommer blühende Hortensien direkt hinter dem Haupteingang viele Besucher an.
Der landschaftlich gestaltete Park unterteilt sich in verschiedene Teilbereiche. Im Wald befindet sich ein kleines Teehaus.
Burg Hülshoff mit Inventar und den verbliebenen Ländereien wurde von ihrer letzten Eigentümerin, Jutta Freifrau von Droste zu Hülshoff 2012 in die Annette von Droste zu Hülshoff-Stiftung eingebracht. Im Jahr 2014 wurden für eine Summe von rund 2,5 Mio. Euro umfangreiche Sanierungsmaßnahmen durchgeführt, nachdem man festgestellt hatte, dass der aus dem Jahr 1417 stammende Dachstuhl akut einsturzgefährdet war. Begleitend zur Dachstuhlerneuerung wurde das Haupthaus neu eingedeckt. Die Kapelle wurde originalgetreu mit neuen Schieferschindeln versehen und ihre Fenster wurden neu eingefasst. Zwischenzeitlich wurde das Anwesen auch für literarische Veranstaltungen genutzt. So las die Künstlerin Judith Kuckart gelegentlich spätnachmittags in der Vorburg von Burg Hülshoff aus den Werken der Droste.
Die Burg Hülshoff ist Station der 100-Schlösser-Route. Der Radweg verbindet auf vier Rundkursen die Schlösser im Münsterland.

## Burg Hülshoff – Center for Literature
Am 24. August 2018 eröffnete auf Burg Hülshoff das Literaturzentrum Burg Hülshoff – Center for Literature. Künstlerischer Leiter ist Jörg Albrecht.

## Geburtshaus der Dichterin

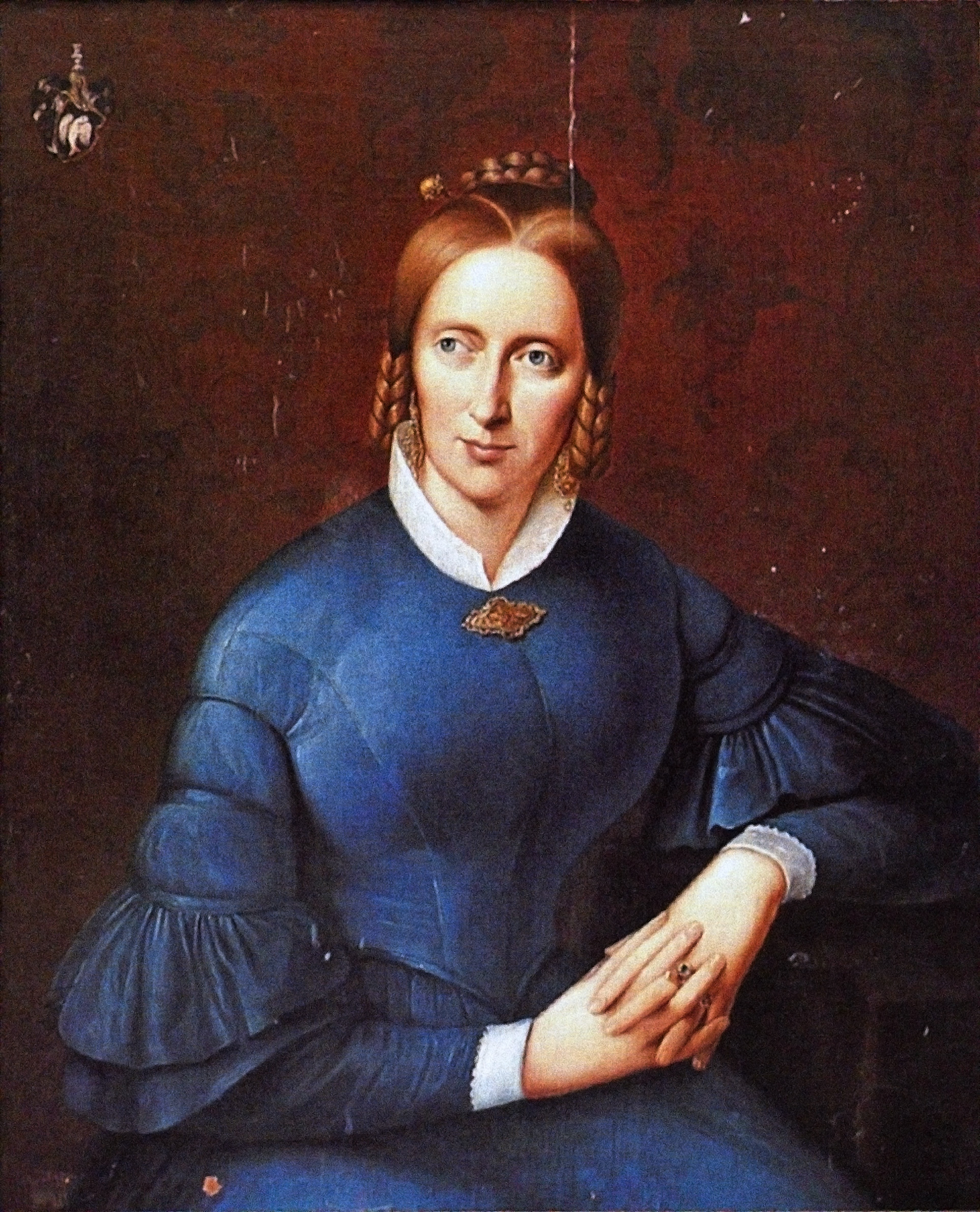
Annette von Droste-Hülshoff, Gemälde von Johann Joseph Sprick (1838) im Burgmuseum

Annette von Droste-Hülshoff wurde 1797 auf Burg Hülshoff geboren und verbrachte hier bis 1826 ihre Kindheit und Jugend.

„Du Vaterhaus mit deinen Thürmen,

Vom stillen Weiher eingewiegt,

Wo ich in meines Lebens Stürmen

So oft erlegen und gesiegt, –

Ihr breiten laubgewölbten Hallen,

Die jung und fröhlich mich geseh'n,

Wo ewig meine Seufzer wallen

Und meines Fußes Spuren stehen.“

Mit Hilfe der 2012 offiziell anerkannten Annette von Droste zu Hülshoff-Stiftung soll das Geburtshaus dauerhaft für die öffentliche Nutzung erhalten werden und bietet ein Domizil für literarische Veranstaltungen, Ausstellungen und Forschungsvorhaben.

## Belege
1. ↑  s. Diskussion
2. ↑  Holsenbürger: Die Herren von Deckenbrock (v. Droste-Hülshoff) und ihre Besitzungen, S. 68, verwechselt das Wappen der Travelmann mit dem des Erbmännergeschlechts Stevenick, der Ehefrau von Heinrich I.
3. ↑  Karl Emerich Krämer: Von Burg zu Burg in Westfalen. Mercator-Verlag, Duisburg 1975, ISBN 3-87463-061-7, S. 12.
4. ↑  Dieter Pferdekamp: 1821–2021 – 200 Jahre St. Pantaleon-Schützenbruderschaft zu Roxel, Laumann-Verlag, Dülmen 2021.
5. ↑  GenWiki: Haus Hülshoff
6. 1 2 3 4 5 6 7  Johann Holsenbürger: Die Herren v. Deckenbrock (v. Droste-Hülshoff) und ihre Besitzungen. Band 2: 1570–1798. Regensberg, Münster 1869.
7. ↑  900 Jahre Droste zu Hülshoff. 2. erweiterte Auflage. Verlag LPV Hortense von Gelmini, Horben 2022, ISBN 978-3-936509-19-9.
8. ↑  Pressemitteilung des LWL vom 22. Mai 2019
9. ↑  Ursprung der Burg Hülshoff archäologisch nachgewiesen (Memento des Originals vom 25. Mai 2019 im Internet Archive)  Info: Der Archivlink wurde automatisch eingesetzt und noch nicht geprüft. Bitte prüfe Original- und Archivlink gemäß Anleitung und entferne dann diesen Hinweis. Website der Burg Hülshoff, 22. Mai 2019; abgerufen am 25. Mai 2019
10. ↑  Dorothea Kluge, Wilfried Hansmann (Bearb.): Westfalen. Deutscher Kunstverlag, Berlin 1969, S. 495 (= Handbuch der deutschen Kunstdenkmäler, Teil: Nordrhein-Westfalen, Band 2).
11. ↑  Wilfried Hansmann: Kunstwanderungen in Westfalen. Belser, Stuttgart 1966, S. 48.
12. ↑  Cornelia Blasberg, Jochen Grywatsch (Hrsg.): Annette von Droste-Hülshoff-Handbuch. 2018, S. 720.
13. ↑  Haus Hülshoff. In: Dierk Hartleb, Helmut Röer: Wohin im Münsterland am Wochenende und in den Ferien. Ein Wegweiser zu Stätten der Kultur und Unterhaltung. Everhard Sommer, Ahlen 1984, ISBN 3-924914-00-1, S. 158–159, hier S. 159.
14. ↑  Burg Hülshoff restauriert. Landschaftsverband Westfalen-Lippe, Pressemitteilung, 27. Oktober 2014.
15. ↑  Droste-Stiftung. Neues Literaturzentrum auf Burg Hülshoff. In: boersenblatt.net. 17. Mai 2018, abgerufen am 30. August 2024.